# Xã Spurr, Michigan
Xã Spurr (tiếng Anh: Spurr Township) là một xã thuộc quận Baraga, tiểu bang Michigan, Hoa Kỳ. Năm 2010, dân số của xã này là 276 người.